# Rudy Winkler
Rudy Winkler (Albany, 6 dicembre 1994) è un martellista statunitense.

## Biografia
Approcciatosi al lancio del martello sin da giovane età, esordendo in campo internazionale nel 2011, Winkler ha gareggiato inizialmente per la Cornell University per poi trasferirsi alla Rutgers University per far parte del team sportivo universitario e competere ai campionati NCAA.
Successivamente alla partecipazione ai Mondiali allievi 2011, Winkler ha vinto una medaglia d'argento ai campionati panamericani juniores nel 2013. Nel 2016, oltre a segnare la seconda misura ai campionati NACAC under 23, ha vinto il suo primo titolo nazionale nonché i trials olimpici statunitensi. Nonostante ciò, sebbene la sua misura stagionale non rispettava gli standard olimpici, in virtù delle buone prestazioni stagionali a fronte di un basso numero di atleti ad aver raggiunto il limite di qualificazione di 77 metri, Winkler è stato ugualmente invitato ai Giochi olimpici di Rio de Janeiro 2016, concludendo la gara nelle qualificazioni.
In seguito alla partecipazione olimpica, Winkler è rimasto nei più importanti circuiti internazionali, classificandosi ad un passo dal podio ai campionati NACAC di Toronto nel 2018.

## Palmarès
| Anno | Manifestazione       | Sede           | Evento              | Risultato | Prestazione | Note                                     |
| ---- | -------------------- | -------------- | ------------------- | --------- | ----------- | ---------------------------------------- |
| 2011 | Mondiali U18         | Lilla          | Lancio del martello | 9º        | 68,14 m     |                                          |
| 2012 | Mondiali U20         | Barcellona     | Lancio del martello | 11º       | 69,35 m     |                                          |
| 2013 | Panamericani U20     | Medellín       | Lancio del martello | Argento   | 71,79 m     |                                          |
| 2016 | Campionati NACAC U23 | San Salvador   | Lancio del martello | Argento   | 73,00 m     |                                          |
| 2016 | Giochi olimpici      | Rio de Janeiro | Lancio del martello | 18º (q)   | 71,89 m     |                                          |
| 2017 | Mondiali             | Londra         | Lancio del martello | 31º (q)   | 68,88 m     |                                          |
| 2018 | Campionati NACAC     | Toronto        | Lancio del martello | 4º        | 70,45 m     |                                          |
| 2019 | Giochi panamericani  | Lima           | Lancio del martello | 8º        | 71,84 m     | Miglior prestazione personale stagionale |
| 2019 | Mondiali             | Doha           | Lancio del martello | 11º       | 75,20 m     |                                          |
| 2021 | Giochi olimpici      | Tokyo          | Lancio del martello | 7º        | 77,08 m     |                                          |
| 2022 | Mondiali             | Eugene         | Lancio del martello | 6º        | 78,99 m     |                                          |
| 2022 | Campionati NACAC     | Freeport       | Lancio del martello | Oro       | 78,29 m     | Record dei campionati                    |
| 2023 | Mondiali             | Budapest       | Lancio del martello | 8º        | 76,04 m     |                                          |
| 2023 | Giochi panamericani  | Santiago       | Lancio del martello | Bronzo    | 76,65 m     |                                          |
| 2024 | Giochi olimpici      | Parigi         | Lancio del martello | 6º        | 77,92 m     |                                          |